# Гиматудинов, Шамиль Кашафович
Гиматудинов Шамиль Кашафович (30 мая 1921, Архангельск — 9 февраля 1995, Москва) — доктор технических наук, профессор, вёл научно-исследовательскую работу в области физики нефтяного и газового пласта.

## Биография
- 30 мая 1921 — родился в г. Архангельске в семье рабочего архангельского торгового порта.
- 1938—1943 — учился на газонефтепромысловом факультете Московского нефтяного института им. И. М. Губкина.
- 1947 — вступил в ряды КПСС.
- 1949—1952 — учился в аспирантуре Московского нефтяного института им. И. М. Губкина.
- 1953 — защитил кандидатскую диссертацию на тему: «Влияние капиллярных эффектов на скорость вытеснения нефти водой в пористой среде».
- 1964 — защитил докторскую диссертацию на тему: «Исследование зависимости нефтеотдачи неоднородных пористых сред от капиллярных свойств пластовых систем и условий вытеснения нефти водой».
- 1965—1967 — декан газонефтепромыслового факультета МИНХиГП им. И. М. Губкина.
- 1966—1995 — профессор кафедры «Разработка и эксплуатация нефтяных месторождений» МИНХиГП им. И. М. Губкина.
- 9 февраля 1995 — скончался в Москве, похоронен на Востряковском кладбище.

## Учёные степени и звания
- кандидат технических наук(1953).
- доктор технических наук(1964).

## Награды
- орден «Знак Почета».
- медаль «За доблестный труд в Великой Отечественной войне 1941—1945 гг.».
- орден КНР(1956).